# Voll Schaf
Voll Schaf ist ein einfaches Strategiespiel des Spieleautors Francesco Rotta, das 2013 bei Blue Orange Games und später international unter anderem bei HUCH! & friends erschien. Es handelt sich um ein Spiel für zwei bis vier Spieler, bei dem die Mitspieler auf einer aus einzelnen Weidefeldern zusammengelegten Weide mit ihren Schafen möglichst viel Weideland für die eigene Herde einnehmen müssen. Das Spiel wurde in der deutschen Version 2014 bei dem österreichischen Spielepreis Spiel der Spiele als „Spiele Hit für Familien“ und dem finnischen Vuoden Peli als Familienspiel des Jahres 2014 ausgezeichnet, im gleichen Jahr wurde es auf die Empfehlungsliste des Spiel des Jahres aufgenommen.

## Spielweise
Bei Voll Schaf bekommen alle Spieler jeweils eine Schafherde und müssen damit auf einer aus einzelnen Weidefeldern zusammengelegten Weide möglichst viel Weideland für die eigene Herde einnehmen. Das Spielmaterial besteht neben der Spieleanleitung aus 16 identischen Weidetafeln mit je vier sechseckigen Feldern sowie jeweils 16 Spielsteinen mit Schafen in den vier Spielfarben.

### Spielablauf
Zum Beginn des Spiels bekommt jeder Spieler vier Weideplättchen und den vollständigen Satz Spielsteine der von ihm gewählten Farbe, der als ein Stapel aufgebaut wird. Die Spieler legen in der ersten Spielphase nacheinander im Uhrzeigersinn jeweils ein Weideplättchen in die Tischmitte, bis alle Plättchen verteilt und damit der Spielplan vollständig aufgebaut ist. Die einzelnen Plättchen müssen dabei jeweils mindestens an einer Seite an einem weiteren Plättchen anliegen.
In der zweiten Phase platziert jeder Spieler seinen vollständigen Stapel mit Schaf-Spielsteinen auf einem von ihm gewählten Randfeld. Beginnend mit einem Startspieler führen die Spieler nun jeweils nacheinander ihre Spielzüge durch. Der aktive Spieler teilt seinen Stapel in zwei Stapel und zieht in gerader Linie über die Weide, bis er entweder am Spielrand oder vor einem bereits auf einem Feld stehenden Stapel ankommt. Er muss dabei immer mindestens einen Spielstein auf dem Feld belassen, von dem er gestartet ist und darf seinen aktuellen Stapel nicht auf einem anderen Stapel platzieren oder auf dem Feld andere Stapel überspringen. Nach dem ersten Zug darf ein Spieler jeweils einen beliebigen Stapel wählen, den er teilen und mit dem er ziehen möchte.
Kann ein Spieler keinen Stapel mehr teilen oder nicht mehr ziehen, da er keine freien Felder mehr erreichen kann, endet für ihn das Spiel. Das Spiel endet, sobald kein Spieler mehr einen Zug machen kann, gewonnen hat der Spieler, der auf diese Weise die meisten Felder auf der Weide besetzt. Bei einem Gleichstand gewinnt der Spieler, der die größte zusammenhängende Weide besitzt.

## Ausgaben und Rezeption
Voll Schaf wurde von Francesco Rotta entwickelt und 2013 bei dem Verlag Blue Orange Games in einer multilingualen Version unter dem Namen Battle Sheep veröffentlicht. Im Folgejahr erschien es international als spanische, nordische, deutsch-französische und englische Version. In Deutschland wurde es dabei zur Nürnberger Spielwarenmesse 2014 von dem Spieleverlag HUCH! & friends veröffentlicht. 2015 erschienen zusätzlich Versionen auf Polnisch, Koreanisch und Chinesisch.

## Belege
1. 1 2 3  Offizielle Spielregeln (Memento des Originals vom 7. Mai 2015 im Internet Archive)  Info: Der Archivlink wurde automatisch eingesetzt und noch nicht geprüft. Bitte prüfe Original- und Archivlink gemäß Anleitung und entferne dann diesen Hinweis. für Voll Schaf; abgerufen am 5. August 2017.
2. ↑  Versionen von Voll Schaf / Battle Sheep in der Datenbank BoardGameGeek; abgerufen am 5. August 2017.